# 免税店

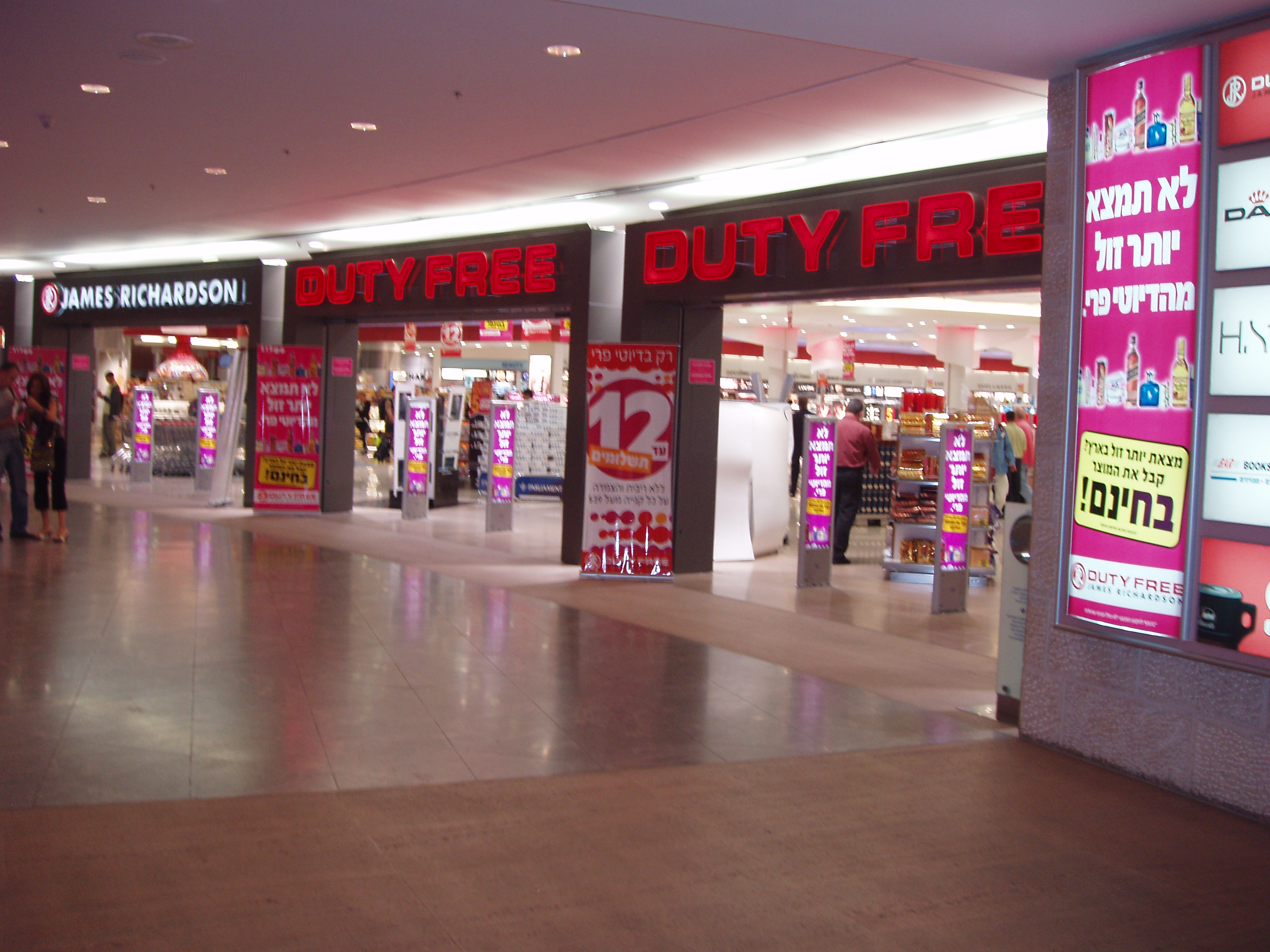
ベン・グリオン国際空港（イスラエル）内の免税店

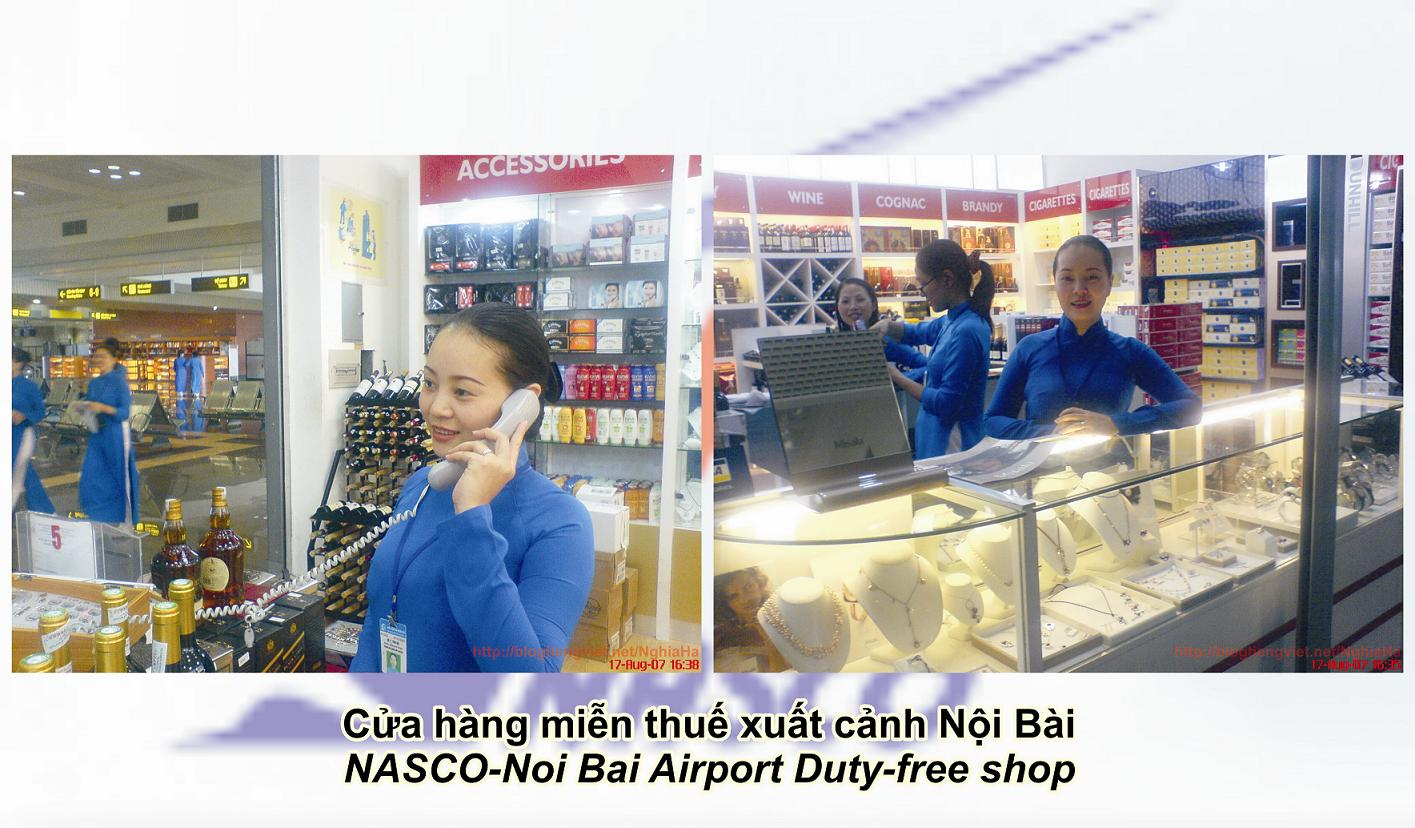
ノイバイ国際空港（ベトナム）内の免税店

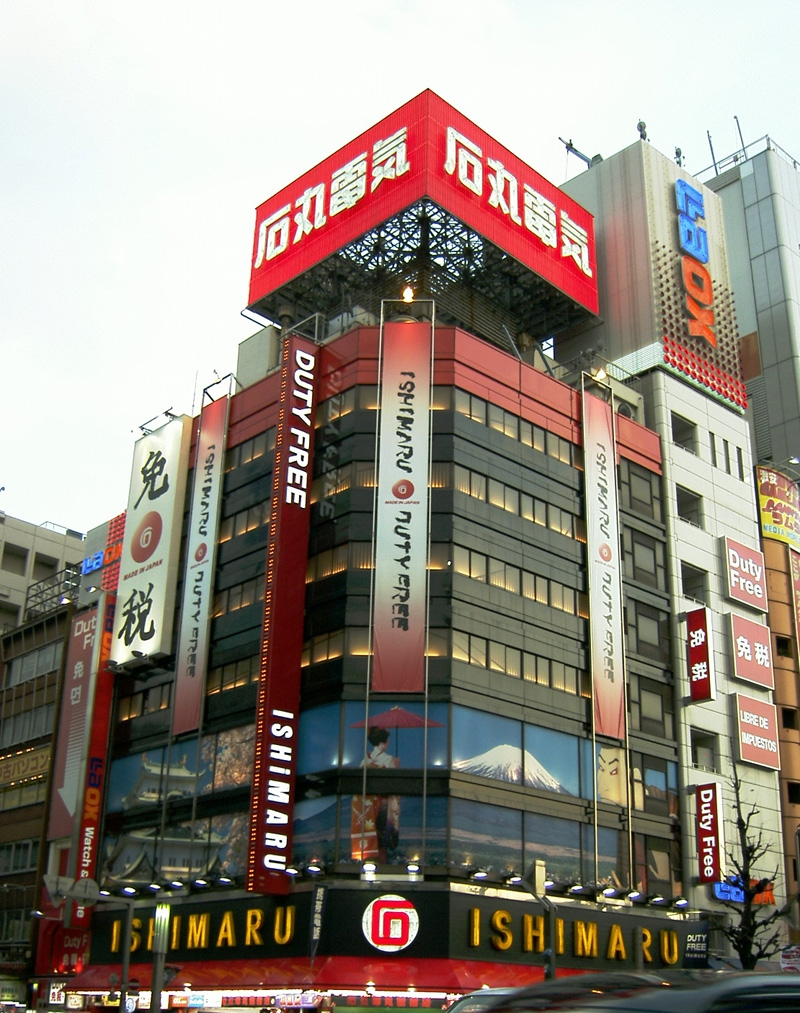
秋葉原（日本）にある市中の免税店。アジアからの観光客が近年増加しているため、同地区では免税店へ転換する店舗が増加している

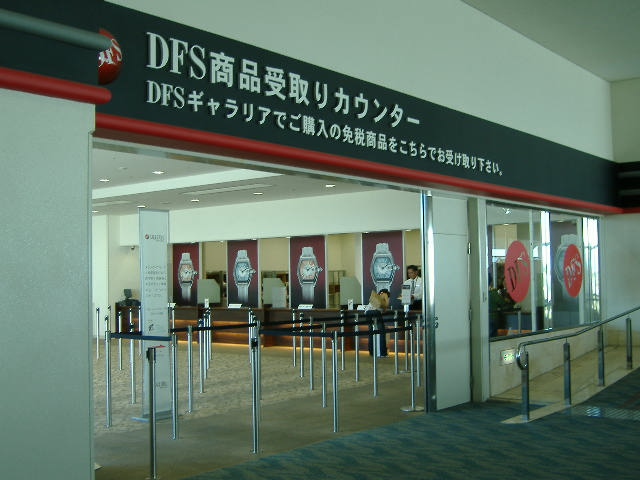
那覇空港（日本）にある、市中の免税店で購入した商品を受け取るための施設

免税店（めんぜいてん）は、出国する旅行者に対して、商品にかかる税金（消費税や酒税、輸入品の関税など）を免除して販売する小売店をいう。主に空港内や一部の繁華街に存在する。また、国際航路の船内に設けられているショーケース販売や、国際線航空機の機内免税品販売も免税店の一種である。

## 概要
日本語ではどちらも「免税」となるが、英語では関税の免税であるduty-freeと、消費税や物品税などの付加価値税の免税であるtax-freeに分けられる。
免税店にも2種類あり、消費税だけでなく関税・たばこ税・酒税などまで免税になる保税免税店（duty-free shop）と、消費税だけが免税になる消費税免税店（tax-free shop）が存在する。dutyは広義には税全般を含むことから消費税免税店でduty-freeと表示している例もあるが、厳密にはCustom Duty Freeであり、観光客の錯誤を防ぐため消費税免税店の統一マーク整備などが課題となっている。
2014年の免税店市場規模は、韓国が世界1位で7兆1000億ウォン（約7590億円）。特に急増する中国人観光客が売り上げの半分以上を占めている。

## 免税店の分類

### 保税免税店と消費税免税店

#### 保税免税店（duty-free）
空港免税店が代表例である。基本的に、税とは国家が課するものなので、海港であれ空港であれ出国手続きから、船舶・航空機内を経て、他国への入国手続きまでの間は、税法上はどこの国にも属さない事になる。つまり、この間一切の税金がかからないため、特に高額の税金がかかるビールなどの酒類（酒税）やタバコ（たばこ税）、香水（関税）などの商品を、本体のみの価格（場合によっては国内価格の半額以下）で購入することができる。おおよそ世界中の国際空港の出国手続き後の区域（当然空港内である）には、免税店が出店している。購入した品物はそのまま機内持ち込み手荷物として国外に持ち出される。
多くの場合は出国手続き後の出発エリアに存在するが、理論的には入国手続き前の到着エリアにも出店可能であり、現にそのような空港（アイスランドケプラヴィーク国際空港、中華民国台湾桃園国際空港、フィリピンニノイ・アキノ国際空港、韓国仁川国際空港など）もある。日本でも、関税法基本通達の改正によって、到着エリアにも出店が可能になったことから、成田国際空港に到着時免税店が出店した。ただし、関税法基本通達により、商品は海外製品に限られる。また、一部店舗は入国審査後の手荷物受取所に出店となっている。国際線航空機の機内販売、国際航路の船内販売もこの類型に属する。
保税免税店の日本での根拠法は関税法で管轄官庁は財務省関税局である。日本の国内法上は関税法の「保税蔵置場」の許可を受けている「保税地域」や「保税売店」と呼ばれる区域であって、外国から到着した「外国貨物」の、関税や国内税の納付を保留した状態である（保税区域から品物を持ち出すには、所定の税金を納める必要がある）。税金納付を保留した状態で出国者向けに販売するため、安価になるのである。
クルーズ客船は速度が遅くスペースに余裕があることから船内に免税店を設けている。外国船籍の船が日本の領海外に出ている間だけ営業すれば、国内航路でも合法である。

#### 消費税免税店（tax-free）
市中免税店などでの消費税免税制度については国によって様々な制度がある。
消費税免税店の日本での根拠法は消費税法で管轄官庁は国税庁である。日本の国内法上は消費税法第8条に定める「輸出物品販売場」のことで、家電量販店や百貨店などの市中免税店がこの類型である事が多く、いわゆるブランド物や家電製品（外国向けモデルを取りそろえていることも多い）を販売する店が多い。訪日外国人観光客の増加とともに、百貨店や家電量販店が免税手続きカウンターを設置して対応している。こうした免税店では、購入の際にパスポートなど免税で購入する事のできる人物であることを証明する書類を呈示する必要がある。さらに、購入した品物を必ず国外に持ち出す（輸出する）ことの誓約書を提出した上で、消費税免税で購入し、品物をその場で持ち帰ることができる。購入した品物の明細書はパスポートに貼付され、出国手続き時に明細書通りの品物を所持していなければ、明細書と比較して不足分は国内で消費したものとして消費税が課税される。2014年には対象品目の拡大、対象金額の引き下げが行われ、これまで対象外だった食料品などの消耗品も対象になった。そのため、国内で消費していないことを証明するために、消耗品は開封したことが判別可能な専用のセキュリティーバッグで商品を厳封し、もし出国前に開封した形跡がある場合、国内で消費されたとみなし、課税される。
日本においては、非居住者（外国人旅行者や海外在住日本人）に対する免税は一般物品については5000円以上、消耗品(特殊包装が必要。一般物品についても消耗品と特殊包装をすることで合算が2018年7月1日から可）については5000円以上50万円以下について、消費税免税制度の対象となっている。
あまり知られていないが、海外旅行者に対する免税制度もあり，贈答品や渡航先で使用または消費する物品について免税店で購入した単価1万円超の物品に関しても、所定の手続きを経ることで輸出物品販売所が輸出したものとして消費税の輸出免税の対象となる。この場合、購入者誓約書を店舗に提出するとともに、輸出証明申請を輸出時（物品持ち出し時）に税関に提出し、後日、税関から輸出証明書について免税店に提出する必要がある。
なお、手続きの電子化により、令和2年（2020年）4月1日以後、「購入記録票」の旅券への貼付、および出国時税関への提出は省略され、旅券の提示に取って代わられる。
海外では、一旦通常通り消費税込みの価格で購入し、購入現場にて免税手続きだけをし、出国手続き後のエリアにある消費税払い戻しカウンターにて返金を行うことが多く、それらを専門的に行う国際企業（グローバルブルー等）も存在する。これらは事後免税制度と呼ばれることがある。
多くの場合、消費税全額が還付されるわけでなく、通常は消費税還付代行業者の手数料が抜かれる。

### 空港免税店と市中免税店

#### 空港免税店
保税免税店（duty-free）で一般的なのは国際空港に設けられた保税エリアの店舗である。保税エリアでは店舗や商品によっては消費税も免税扱い（Tax Free）になっている。空港免税店の商品はアイテムによっては最安値になっている可能性が大きいが、逆輸入商品ではすでに関税がかかっているため割高であり、また自国内で国産品として購入する場合には関税を考慮する余地はなく免税は消費税の免税となる。

#### 市中免税店
消費税免税店（tax-free）とは異なり、一般に保税免税店（duty-free）を市中に設置する場合には購入商品は外国貨物扱いとなり保税区域から持ち出すことができないので、支払と引き換えに商品を顧客に手渡すことができない。そのため空港の出国手続の際に商品を引き渡すといった仕組みがとられる。
日本国内で市中に保税免税店を出店している例は、沖縄県那覇市の特定免税店制度の適用を受ける那覇空港国内線ターミナルビルのDFS免税店、那覇市おもろまちにある「DFSギャラリア・沖縄」がある。また、2014年7月31日、成田国際空港と三越伊勢丹ホールディングスなど各社が合弁で新会社を設立し、沖縄の特定免税店制度以外では初めて、市内でブランド品などが購入可能な空港型免税店（保税免税店）を市中免税店の形態で三越銀座店内にオープンすると発表した。2016年1月27日、「Japan Duty Free GINZA」がオープン。同年3月31日には、関西国際空港に日本初出店をした韓国業界1位のロッテ免税店も同じ銀座にある東急プラザ銀座内に「ロッテ免税店銀座」を、4月1日には、福岡三越内に福岡空港ビルディング、西日本鉄道、三越伊勢丹ホールディングスが出資する「FUKUOKA DUTY FREE TENJIN」がオープン。また、2017年4月27日には、韓国で業界2位のホテル新羅が、髙島屋、全日空商事と合弁でタカシマヤタイムズスクエア内に「高島屋免税店 SHILLA&ANA」がオープン。一方で、中国人観光客による爆買いの陰りなどから、市内免税店事業への進出を検討していた新関西国際空港は、計画を中止した。2020年には、新型コロナウィルス流行に伴う訪日観光客の激減で、「FUKUOKA DUTY FREE TENJIN」「高島屋免税店 SHILLA&ANA」が相次いで閉店した。
香港のように全域が保税エリアになっておりタックス・ヘイヴンのようになっている場合もある。

## 免税店と課税
デューティフリーにしてもタックスフリーにしても、当局が最も警戒するのは、課税されるべき品物が課税されないまま国内流通することである。
消費税免税店の場合、店頭でパスポート等で免税対象者を限定していること、その者が免税購入後に国内に品物を流出させたとしても、出国時に現品がなければその分の消費税が徴収できる（または返金を出国手続き後にする）事で、不正規流通を防止している。
保税免税店では、空港免税店の場合は購入客は、そのまま旅客機に搭乗してしまうので問題はないが、市中に保税免税店を開こうとすると、購入物品が確実に国外に持ち出されるよう、「保税運送」の承認を受けて購入者が出国する空港まで運送し、出国手続き後（搭乗直前）に購入物品を引き渡すか、市中で注文を受け、空港近くの保税倉庫から購入客の出国時に商品を引き渡すか、いずれにしても引き渡し場所を空港内に確保しなければならないなどの課題が生じる。
前述の「Japan Duty Free GINZA」では、東京国際空港・成田国際空港内に「市内免税店引き渡しカウンター」を設置した（その他の空港から出国する旅客は引き渡し不可）。韓国など多くの国では、主要な国際空港、港湾に免税品引き渡し所を設置することで対処している。購入した市内免税店の免税品引き渡し所が存在する空港なら、どこの空港から出国しても引き渡しは可能である（商品は出国空港まで保税運送される）。しかし、チャーター便などで空港内、港湾内に引き渡し所が存在しない場合、免税品は購入できない。
また、購入時に正確な出国日時、便名を申告しないと空港に商品が用意できず、引き渡しができない場合がある。特に、空港ターミナルビルが複数ある空港や、旅行会社経由のパッケージツアー客、コードシェア便などの場合、正確な航空会社名を把握していない場合、利用する空港ターミナルビルとは別のターミナルに商品が送られ、商品のターミナル転送に時間がかかることから、引き渡しできない恐れもある。

### 脱税行為
訪日外国人向けの免税店として認可を受けながら、実際には免税の対象外である中国人バイヤーに対し、腕時計などを短期間に多数販売していたとして、税務調査によって、一旦還付を受けた消費税と過少申告加算税を追徴課税された例がある。
日本では、6カ月以上在住している外国人は免税の対象外であるが、確信的に手続きを行う者もいる。また、来日した家族に買い物を代行させる者もいる。これらの脱税行為を販売店側が摘発することは難しく、また出国時に税関が明細書と現物をチェックすることになっているが、それもほとんど行われておらず、事実上野放しになっている。
海外においても、国産免税品に限りその場で商品を受け取れる制度を悪用し、出国航空券の予約キャンセルを繰り返しながら、高額の国産免税品を購入しそれを国内に不正流通させる脱税行為が行われている。

## 国内向けの免税店
各国それぞれの事情で国内向け免税店が存在する。

### 日本・那覇市（特定免税店制度）
第二次世界大戦後のアメリカ統治時代の沖縄県では、酒税や関税などが日本の本土より安かったため、本土からの観光客にとっては市内の一般小売店でも免税ショッピング（正確には低税率ショッピング）が楽しめた。この需要は大きく、観光産業にとっての追い風になっていた。
1972年の沖縄返還に伴い、税率が本土並みに引き上げられると、低税率のメリットが無くなってしまうため、代替措置として観光戻税制度が施行された。
その後、2002年には観光戻税制度が廃止され、代わって特定免税店制度が施行され、本土から来る観光客は、引き続き沖縄県で免税ショッピングが可能となっている。この制度では、那覇空港発の沖縄県外行き国内線（与論空港・奄美空港は鹿児島県なので沖縄県外に当たる）で品物を県外に一旦持ち出すことが免税ショッピングの条件であるので、外国人や沖縄県在住者も免税価格で購入できる（その後沖縄県内に持ち込んでも課税されない）。
特定免税店に指定されている那覇市おもろまちの「DFSギャラリア・沖縄」で搭乗予定日と便名を申告して免税価格で購入し、那覇空港国内線ターミナルビルの商品受け取りカウンター（セキュリティチェック後の制限エリア内にある）で受け取って搭乗する。受け取りカウンターに隣接してDFS免税店があり、ここでは免税価格で購入して商品をその場で受け取ってそのまま搭乗できる。市中への保税免税店の出店の類型に相当する。

### 韓国・済州島
済州特別自治道では、道外に出る観光客は、済州特別自治道旅行客に対する免税店特例規定により、済州国際空港（国内線乗り場）、済州港、市内にあるJDC免税店、済州観光公社免税店で免税ショッピングが可能になっている（韓国外に出国する観光客のための免税店は別にある）。なお、沖縄の特定免税店制度と異なり、煙草の販売も行われているが、年間6回、1回当たり800ドル（酒類2本（400ドル以下）、煙草は1カートン）という購入制限がある。購入の際には、本人確認のため身分証明書の提示が必要。価格は他の韓国内免税店と同様、全て米ドル表示となっている。

### 中国・海南島
海南島では、離島免税政策により海南島を離島する観光客を対象に、毎回30,000人民元を限度に、免税ショッピングが可能となっている。2020年には、上限を100,000人民元に大幅引き上げる方針を決定した。これは、韓国や日本などの海外免税店での消費を国内回帰させる狙いがあると思われる。

### 台湾・金門島・馬祖島
金門県、連江県では、離島免税購物商店設置管理辦法より、台湾本島に向かう観光客は、島内の指定免税店で免税ショッピングが可能となっている。それぞれ、酒類は毎回1リットル以下、タバコは毎回紙巻きたばこ200本以下 、その他の商品は毎回100,000台湾ドル以下で、それぞれ年12回まで購入可能。